# 玫瑰大眾唱片
玫瑰大眾娛樂股份有限公司（G-music Limited / ROSE & TACHUNG RECORDS）（G-music 玫瑰大眾風雲榜）是目前台灣最大的唱片銷售排行榜，於2002年6月由台灣兩家唱片銷售公司玫瑰唱片及大眾唱片成立。占市場50%的G-music排行榜透過電腦化的交易機制，把每一張唱片被消費的同時將交易資料加密，將銷售紀錄傳回至總公司主機計算，下設五個榜單：綜合榜、華語榜、東洋榜、西洋榜、影音榜、古典榜及爵士榜。其中「綜合榜」是目前台灣唱片銷售排行中唯一統合華語、東洋、西洋、古典、爵士等銷售的排行榜，另外備有外語榜（含東洋、西洋兩榜合併計算之榜單）目前G-music所統計的銷售排行榜於台北時間每週五晚間八時公佈（有時時間亦提早）。
臺灣其他兩家統計唱片銷售排行榜是亞洲國際事業（經常被與亞洲唱片混淆，其實兩者並無關聯）及大地之音唱片的「亞洲公信榜」及五大唱片的「五大金榜」；而隨著亞洲國際事業的經營不善而倒閉，亞洲公信榜的統計於2005年中旬結束。
玫瑰大眾購物網 G-shopping於2005年12月正式上線。
玫瑰唱片實體門市目前僅存玫瑰大眾古典館於台北市重慶南路一段15號(1樓)服務。

## 重大紀事

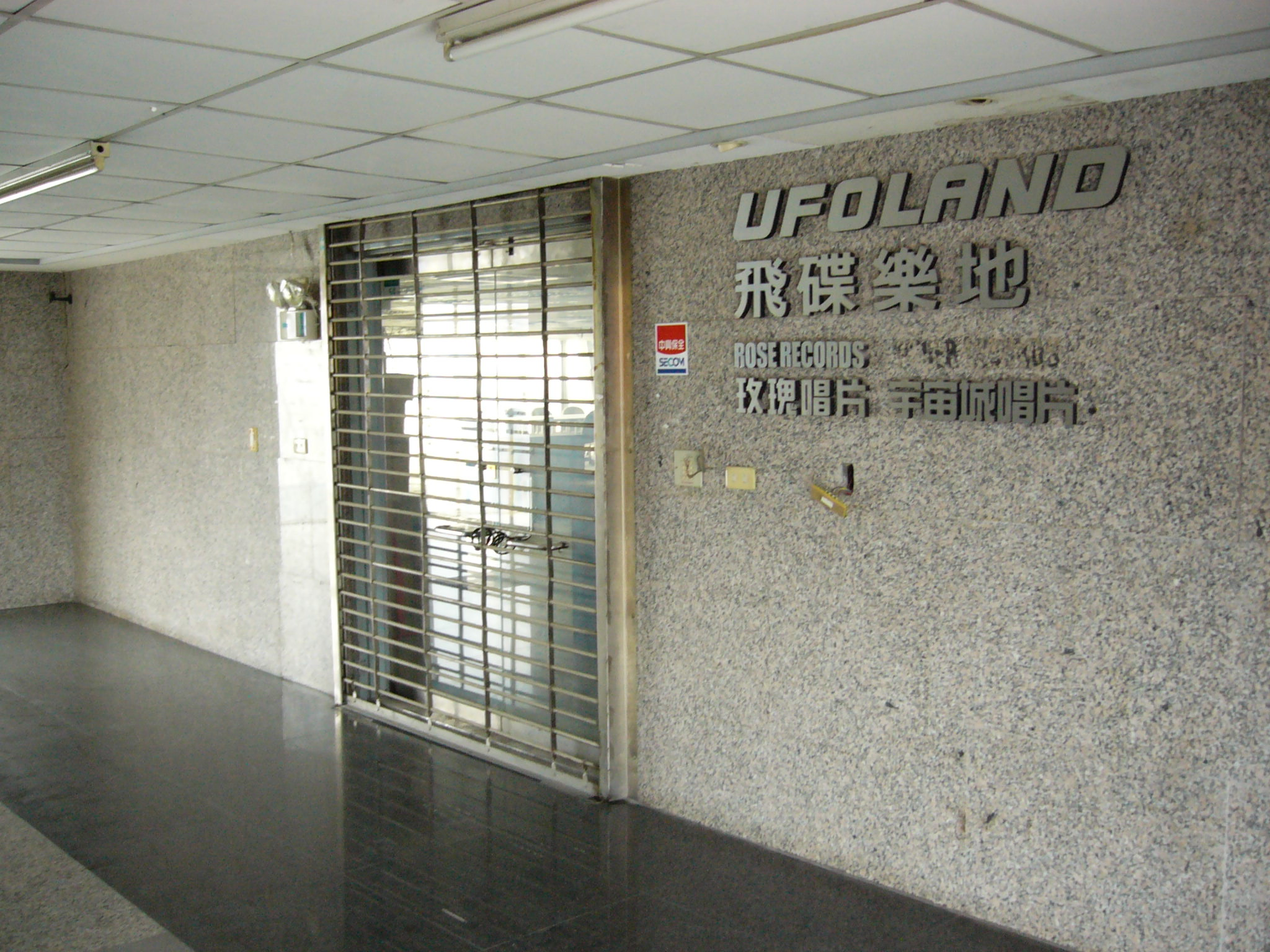
玫瑰唱片舊總部，位於臺北市英雄廣場商業大樓6樓

- 2002年6月：整合玫瑰大眾唱片銷售排行榜，並成立G-music風雲榜網站。
- 2005年：陸續進行全國門市重新裝潢。
- 2005年8月：進行玫瑰大眾音樂網改版。
- 2006年12月：進行玫瑰大眾購物網整合，並取代原大眾唱片購物網站。
- 2008年：將觸角延伸至演唱會之舉辦，首度代表作為王力宏 Music-man世界巡迴演唱會。
- 2009年：主辦丹尼爾、8/12 VAMPS 8/13 夏日搖滾高峰會 聯合公園臺北演唱會（好把戲合唱團、全美反對陣線聯盟）、12/11 槍與玫瑰臺北演唱會
- 2009年8月1日：臺北西門加州玫瑰重新開幕。玫瑰大眾音樂聯名卡合約到期，中國信託停止其聯名卡服務並提供卡友換卡。

備註：G-music 於每年結束後隔年一月提供年度暢銷風雲榜；於每年七月提供上半年年度風雲榜（2002-2007提供此類統計榜單，2008、2009年上半年並未提供）。
- 2009年9月1日：成立玫瑰大眾售票網。
- 2012年8月1日：公司名稱由『重聚典企業股份有限公司』更名為『玫瑰大眾娛樂股份有限公司』

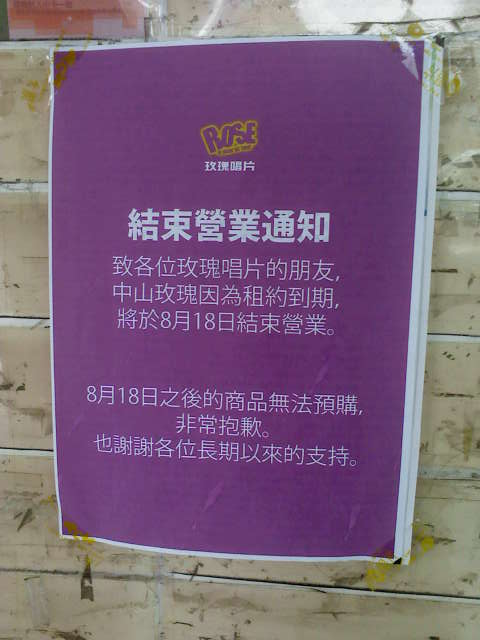
高雄中山玫瑰 結束營業公告

- 2016年9月30日：玫瑰唱片台中新時代結束營業，玫瑰大眾自此僅存一家位於許昌街24-1號2樓的古典館門市
- 2024年6月三日：不肖人士盜用玫瑰大眾唱片名義發布詐騙信件。[2]

## 玫瑰大眾風雲榜 輝煌全紀錄
G-music風雲榜開榜第一週綜合榜冠軍為劉若英的「Love and the city」，加盟相信音樂首張專輯《在一起》站上玫瑰大眾風雲榜綜合榜和華語榜冠軍。
下列為各藝人的冠軍專輯張數：
- 蔡依林：九張（開榜以來全數專輯及精選輯初登場首位，其中《花蝴蝶》创下销售历史记录）
- S.H.E：八張（開榜以來全數原創專輯及精選輯首位獲得）
- 羅志祥：七張（五張專輯,其中《羅生門》蟬聯達最多次(連續10週冠軍)，《獨一無二》創下史上銷售最高的百分比（74.6%）;兩張演唱會專輯）
- 蕭亞軒：七張（開榜以來全數原創及精選輯首位獲得）
- 王心凌：七張（包括一張精選輯，一張原聲帶，五張專輯登場首位）
- 周杰倫：六張（五張原創專輯連續初登場首位）
- 孫燕姿：六張（包括兩張精選輯，開榜以來全數專輯初登場首位）
- 5566：六張（包括兩張電視原聲帶以及一張精選，喝采沒有拿下首周冠軍）
- F.I.R.飛兒樂團：五張（出道以來全數專輯初登場首位）
- w-inds.：四張（連續四張專輯及精選輯初登場首位）
- 五月天：四張（連續四張原創及精選輯初登場首位）
- 艾薇兒：四張（台灣首位非西洋精選輯冠軍歌手）
- 濱崎步：三張
- 布蘭妮: 二張 (2004年 《妮裳神話新歌＋精選》此張奪下年度西洋藝人總銷售的冠軍、2008年《妮裳馬戲團》)
- 小賈斯汀（Justin Bieber）：兩張 (玫瑰大眾西洋榜史上第一位十六歲空降冠軍《我的全世界》)，2012年我相信 Believe 專輯也在首周奪下綜合榜（西洋第一位2012奪下綜合榜藝人）和西洋榜冠軍。
- 星光幫：一張（2007年以 66.22% 的銷售比創下歷史新紀錄，直到2009年才被蔡依林的《花蝴蝶》超越）
- 西城男孩：一張（G-MUSIC史上第一張西洋精選輯冠軍）
- 黎安·萊姆絲：一張

## 外部連結
- 玫瑰大眾購物網 （页面存档备份，存于）
- 大眾唱片 台中三民的Facebook專頁
- 玫瑰大眾娛樂售票的Facebook專頁
- 玫瑰大眾g-music風雲榜-購物網的Facebook專頁
- 大眾唱片許昌古典館的Facebook專頁